# مريء باريت
مريء باريت أو حؤول باريت (بالإنجليزية: Barrett Metaplasia)‏
مريء باريت وأحيانا تسمى متلازمة باريت أو الظهارة العمودية المبطنة للجزء السفلي من المريء(CELLO) تعود إلى تغير غير طبيعي (حؤول) في خلايا الجزء السفلي للمريء، تتميز باستبدال نسيج الظهارة الحرشفية الطبقي الطبيعي الذي يبطن المريء بنسيج ظهارة عمودي بسيط مع خلايا كأسية، التي تتواجد بالعادة في أسفل قناة الجهاز الهضمي. الأهمية الطبية لمريء باريت تكمن في ارتباطه بقوة ( ما يقارب 0,5% من الأشخاص سنويا) مع الأدينوكارسينوما المريئي ( مرض خبيث ينشأ من نسيج الغدد في المريء) و هو غالبا ما يكون سرطان قاتل و لهذا السبب يعتبر ورما محتمل الخباثة.
يعتقد أن أهم سبب لحدوث مريء باريت أنه تكيف للتعرض المزمن للحمض الناشئ من الارتداد المريئي. زادت حالات الأدينوكارسينوما المريئي بشكل كبير في العالم الغربي في السنوات الأخيرة. تتواجد الحالة في 5-15% من المرضى الذين يطلبون الرعاية الصحية بسبب حرقة المعدة (مرض الارتداد المعدي المريئي), على الرغم من المجموعات الفرعية الكبيرة من المرضى الذين يعانون من مريء باريت لكن ليس لديهم أعراض مرضية. يحتاج التشخيص إلى تنظير( و بشكل أكثر تحديدا التنظير المريئي المعدي المعوي; وهو إجراء يتم فيه إدخال كابل ليفي بصري من خلال الفم لفحص المريء والمعدة و الإثني عشر) و أخذ خزعة. تصنف الخلايا في مريء باريت بعد أخذ الخزعة من المريض إلى أربعة أنواع عامة: خلايا بدون خلل تنسج( بدون نمو شاذ), و خلايا قليلة الخلل في التنسج وخلايا كبيرة الخلل في التنسج وخلايا سرطانية واضحة. الخلايا كبيرة الخلل في التنسج والتي في المراحل الأولية من الأدينوكارسينوما من الممكن أن تعالج من خلال الاستئصال الجزئي بالمنظار والعلاجات الجديدة بالمنظار مثل الاستئصال بالترددات اللاسلكية، بينما الخلايا في المراحل المتقدمة ( تحت المخاطية) ينصح بالخضوع للعلاج الجراحي للتخلص منها. ينصح عادة في الخلايا التي بدون خلل في التنسج أو الخلايا قليلة الخلل في التنسج بالخضوع إلى المشاهدة بالنظار سنويا واستخدام الاستئصال بالترددات اللاسلكية كخيار علاجي. في الخلايا كبيرة الخلل في التنسج، فإن خطر الإصابة بسرطان قد يكون بنسبة 10٪ أو أكثر لكل مريض سنويا.
سميت الحالة بعد أن وصفها الجراح الصدري أسترالي المولد البريطاني نورمان باريت ( 190_1979م) عام 1950م.

## العلامات والأعراض المرضية
التحول من الخلايا الطبيعية إلى خلايا ما قبل السرطانية المرتبط بمريء باريت لا يسبب أي أعراض معينة، لكن يصاحب مريء باريت بالأعراض التالية:
حرقة متكررة على مدى فترة طويلة من الزمن.
صعوبة في البلع( عسر البلع).
دم مصاحب للتقيء( تقيء دموي).
ألم تحت عظمة القص الصدرية مكان التقاء المريء مع المعدة.
فقدان الوزن غير المتعمد بسبب الألم أثناء تناول الطعام.
يزيد خطر التطور إلى مريء باريت بواسطة السمنة المركزية (عكس السمنة المحيطية). الآلية الفعلية لذلك غير معروفة. الاختلاف في توزيع الدهون عند الرجال (مركزي أكثر) و النساء( محيطي أكثر) يمكن أن يوضح زيادة الخطر عند الرجال.

## الآلية
يحدث مريء باريت بسبب الالتهاب المزمن، والسبب المباشر للالتهاب المزمن هو مرض الارتداد المعدي المريئي (GERD) (في البريطانية يسمى GORD). في هذا المرض تسبب مكونات المعدة الحمضية والصفراوية و الأمعاء الدقيقة و البنكرياسية تدمير للخلايا في أسفل المريء. مؤخرا عرضت الأحماض الصفراوية قدرتها على إحداث تمايز معوي في خلايا الوصلة بين المعدة والمريء من خلال تثبيط مستقبلات عامل النمو البشري (EGFR) و إنزيم بروتين كاينايز( AKt). و هنا في نهاية المطاف ينتج زيادة تنظيم للوحيدات P50 في مجمع البروتين ( NFKB1) NF-κB و في النهاية تفعيل جينات الهوم بوكس( CDX2). و هي المسؤولة عن إظهار الإنزيمات المعوية مثل جوانيلات سايكلاز 2C. و توضح هذه الآلية أيضا اختيار HER2/neu (و يسمى أيضا ERBB2) و الإظهار المتفاقم (سلسة التفعيل) للخلايا السرطانية خلال عملية التسرطن، وفعالية العلاج المستهدف ضد مستقبلات Her_2 مع تراستوزوماب (هيرسبتين) في علاج الأدينوكارسينوما في الوصلة المعدية المريئية.
الباحثون عاجزون عن تنبؤ أي من الحالات التي تعاني من حرقة المعدة ستتطور إلى مريء باريت. بينما أنه لا يوجد علاقة بين شدة حرقة المعدة والتطور لمريء باريت، إلا أن العلاقة موجودة بين حرقة المعدة المزمن والتطور لمريء باريت.في بعض الأحيان، الأشخاص الذين يعانون من مريء باريت ليس لديهم أعراض حرقة المعدة على الإطلاق. في حالات نادرة من الممكن أن ينتج تدمير المريء من ابتلاع مادة آكالة مثل محلول الغسيل

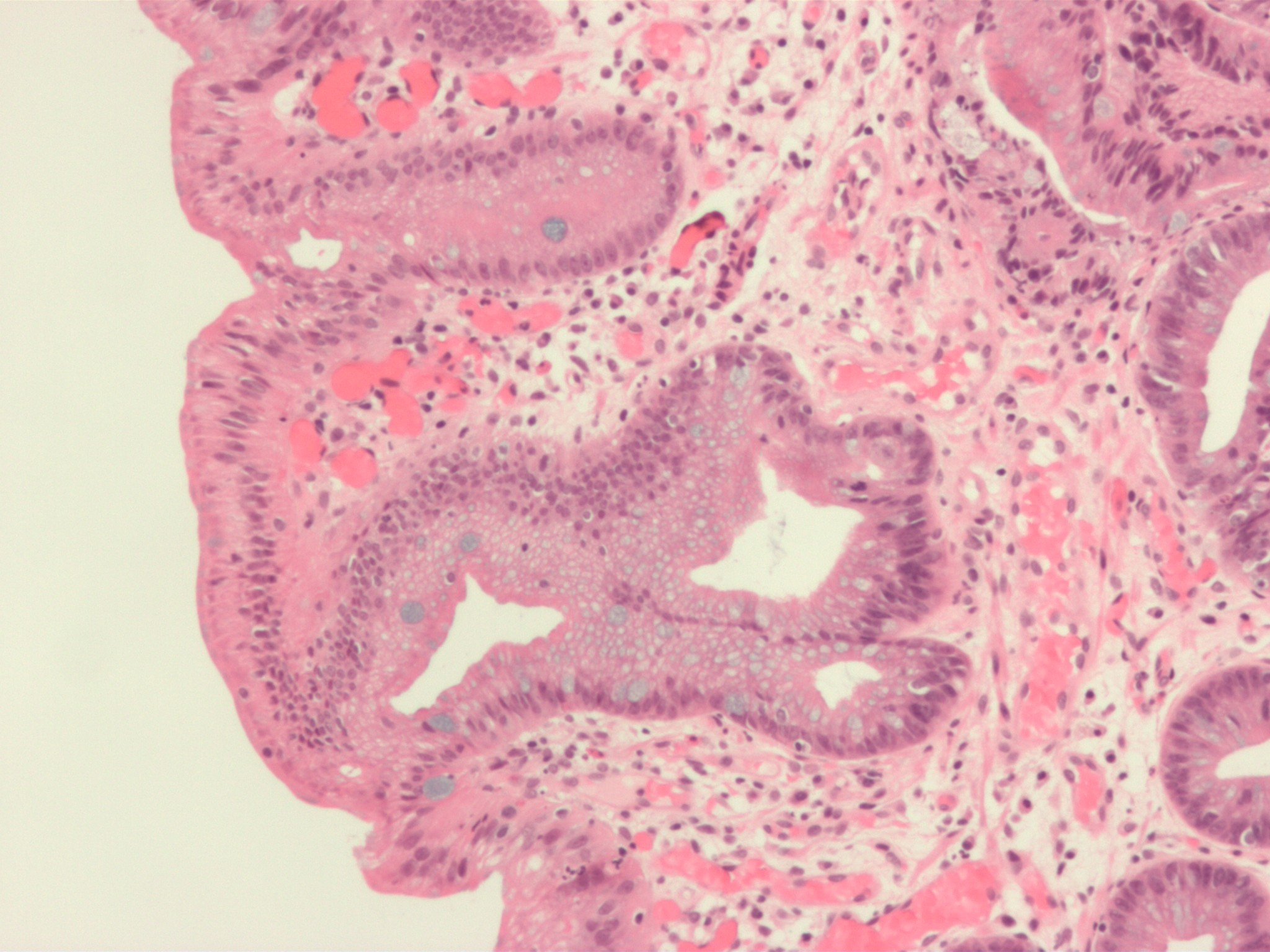
صورة مجهرية من مريء باريت, صبغة الألسيان الزرقاء.

## التشخيص
كلا النتائج الإيجابية العينية (من الخزعة) و المجهرية مطلوبة لتحديد التشخيص. يحدد مريء باريت من خلال وجود ظهارة عمودية في أسفل المريء بدلا من ظهارة الخلايا الحرشفية الطبيعية; هذا مثال على الحؤول (تغير في شكل النسيج). من الممكن أن تكون الظهارة العمودية الإفرازية أكثر قابلية لتحمل الفعل الأكال لإفرازات المعدة، مع ذلك فإن هذا الحؤول يمنح زيادة في خطر الإصابة بالأدينوكارسينوما.

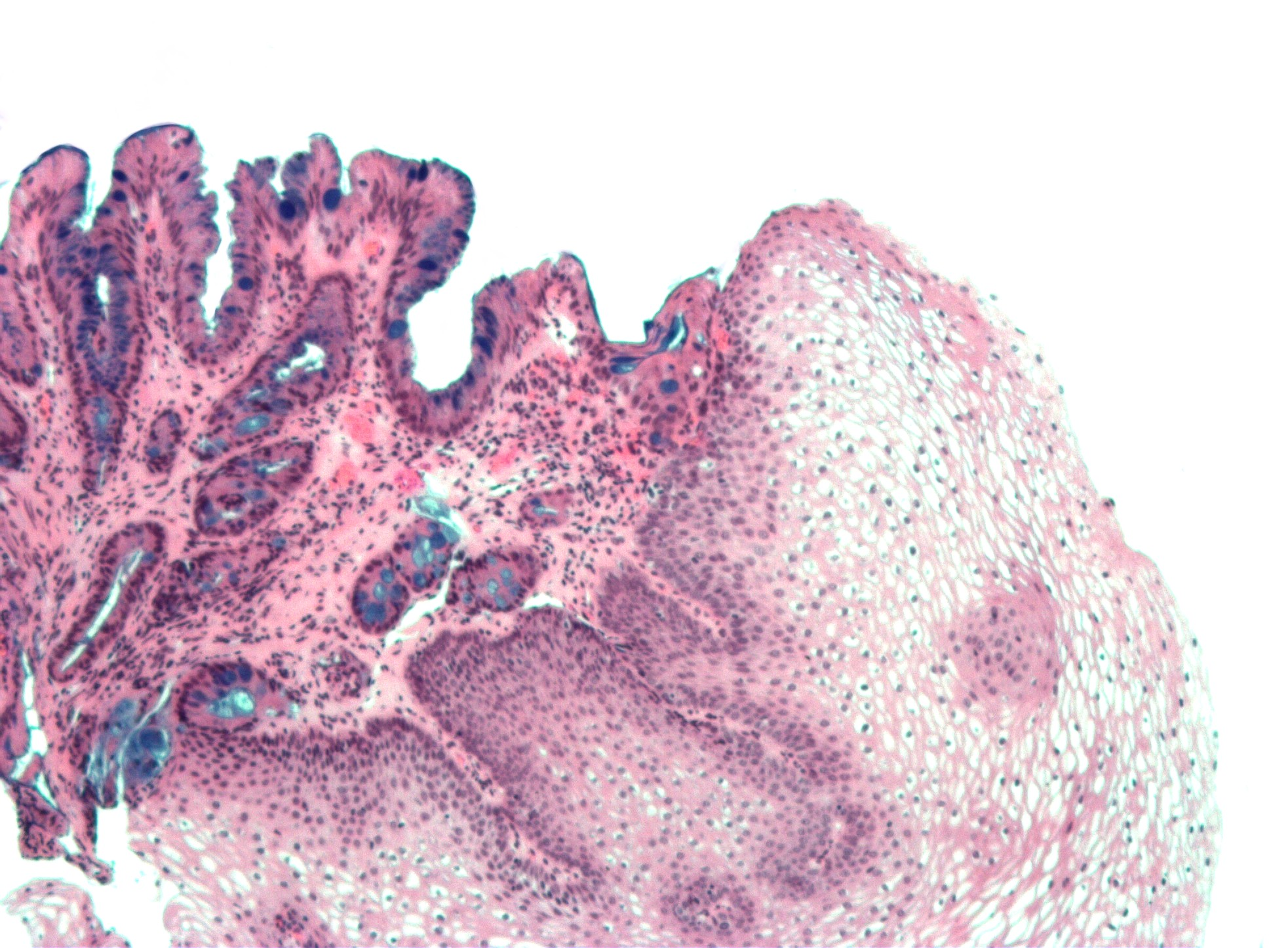
صورة مجهرية من مريء باريت (يسار الصورة) وطبيعية ظهارة الحرشفية الطبقية (يمين الصورة), صبغة الألسيان الزرقاء.

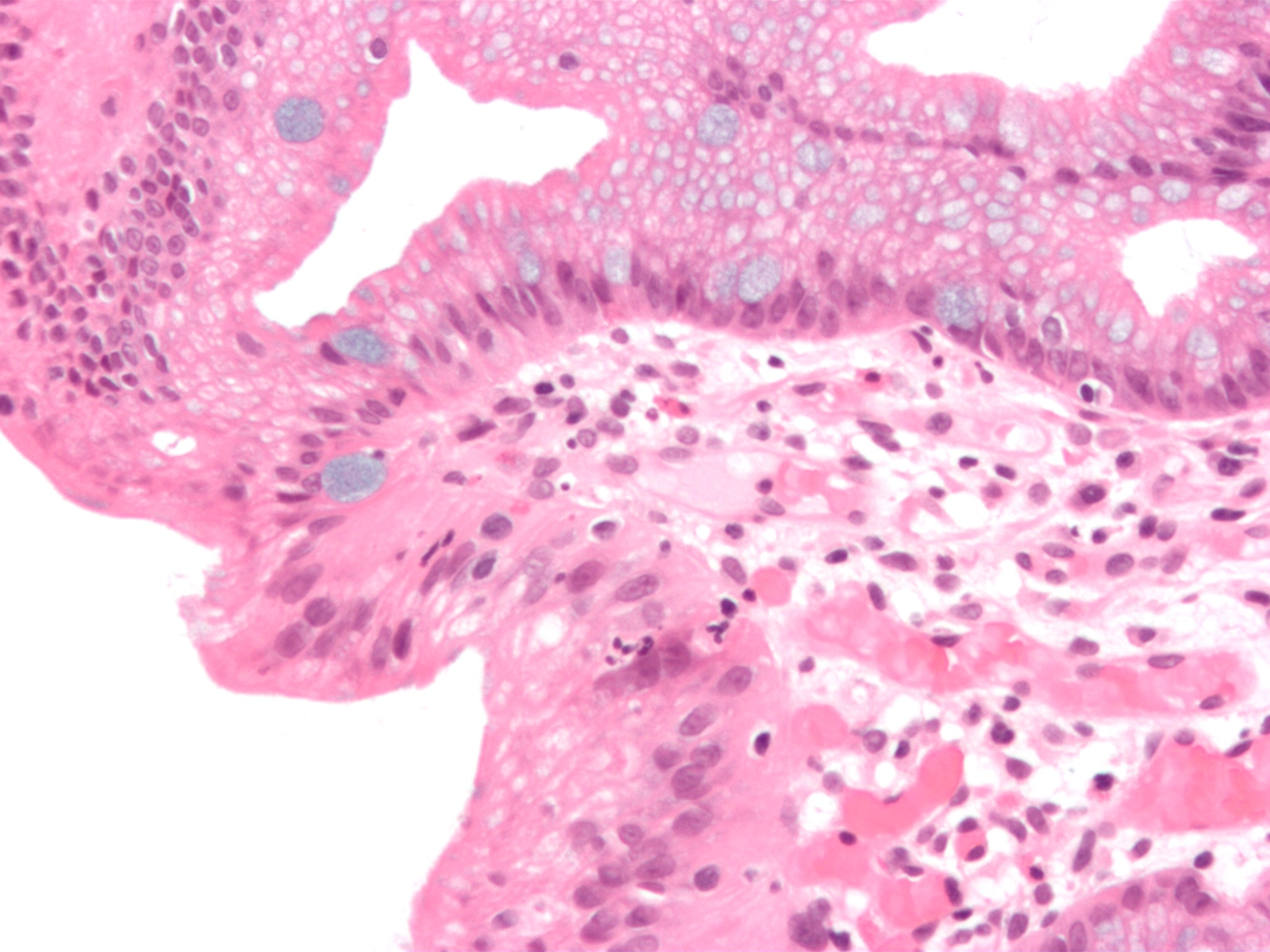
صورة مجهرية عالية التكبير من مريء باريت تظهر الخلايا الكأسية المميزة, صبغة الألسيان الزرقاء.

### التغير النسيجي للأمعاء
وجود الخلايا الكأسية (تسمى الحؤول المعوي) مهم في تحديد تشخيص مريء باريت. هذا يحدث بشكل متكرر عند وجود خلايا حؤول عمودي آخر، لكن وجود الخلايا الكأسية فقط تعتبر مشخصة للمرض. يرى الحؤول بشكل ضخم من خلال تنظير المعدة, لكن عينات الخزعة يجب أن تفحص تحت المجهر لتحديد ما إن كانت الخلايا معدية أو معوية الأصل. يحدد الحؤول المعوي عادة من خلال وجود الخلايا الكأسية في الظهارة وهي ضرورية للتشخيص الصحيح.
عرفت العديد من الأنسجة المماثلة لمريء باريت مثل الخلايا الكأسية التي تحدث في الظهارة الانتقالية لقنوات الغدد تحت المخاطية المريئية الطبيعية وهي خلايا كأسية كاذبة وهي أكثر الأنواع وفرة«معدية» تعمل على تفعيل خلايا حمض الميوسين الكأسية الحقيقية). تقييم العلاقة بين الغدد تحت المخاطية والظهارة الانتقالية النوع مع فحص مستويات متعددة من خلايا النسيج من الممكن أن يسمح لأخصائي علم الأمراض ليوثق الاختلاف بين الخلايا الكأسية لقنوات الغدد تحت المخاطية ومريء باريت الحقيقي (حؤول عمودي مخصص). تستخدم الصبغة النسيجية الكيميائية أليسيان الزرقاء (PH=2.5) أيضا في الفصل بين الميوسين المعوي الحقيقي من مثيلاتها النسيجية. يستخدم حاليا التحليل المناعي النسيجي الكيميائي مع الأجسام المضادة لCDX-2 (خاصة لمشتقات القناه الهضمية المتوسطة والأخيرة) أيضا في تحديد خلايا الحؤول المعوي.
يزداد بروتين AGR2 في مريء باريت. و يمكن أن يستخدم كعلامة بيولوجية لتميز مريء باريت من ظهارة المريء الطبيعية.

### خلل التنسج الظهاري
بعد أن يقدم التشخيص الابتدائي لمريء باريت يخضع الأشخاص المصابون لمراقبة سنوية لتحديد أي تغيرات تحدد زيادة في خطر التطور إلى السرطان; تطور في خلل التنسج الظهاري (أورام داخل الظهارة). شاهد أخصائيو علم الأمراض اختلافات كبيرة في تقييم خلل التنسج. حاليا توصي جمعيات أمراض الجهاز الهضمي و أخصائيو أمراض الجهاز الهضمي بأن أي تشخيص لخلل التنسج أو الدرجة العالية من مريء باريت يتم التأكد منه من قبل اثنين على الأقل من أخصائي الأمراض المتدربين في زمالة أمراض الجهاز الهضمي قبل العلاج النهائي للمرض. لمزيد من الدقة والإنتاجية فإنه يوصى أيضا تتبع نظام التصنيف العالمي مثل تصنيف فينّا لأورام الظهارة المعوية (2000).

## التدبير العلاجي
الكثير من المرضى الذين يعانون من مريء باريت ليس لديهم خلل تنسج. أوصت الجمعيات الطبية أنه إذا كان المريض لديه مريء باريت، وآخر عملتي تنظير وأخذ الخزع أكدت عدم وجود خلل تنسج فإن المريض لا يجب عليه أن يخضع لعملية تنظير أخرى خلال ثلاث سنوات.
الكثير من الجمعيات الطبية المختصة تقترح التصوير بالمنظار للمرضى الذين يعانون من مرض الارتداد المعدي المريئي والمراقبة بالمنظار للمرضى الذين يعانون من مريء باريت على الرغم من قلة الأدلة التي تدعم هذه الممارسة الشائعة في الكثير من الدول المتقدمة. تشمل خيارات العلاج لخلل التنسج عالي الدرجة الإزالة الجراحية للمريء (استئصال المريء) أو العلاجات بالمنظار مثل الاستئصال المخاطي بالمنظار أو الاجتثاث (تدمير).

يكون خطر الورم الخبيث الأكثر ارتفاعا في الولايات المتحدة الأمريكية في الرجال القوقازيين الذين أعمارهم فوق ال50 الذين يعانون من الأعراض لأكثر من خمس سنوات. تشمل التوصيات الحالية التنظير الروتيني وأخذ الخزع (لمشاهدة التغيرات في خلل التنسج). على الرغم من أن الأطباء القدامى اتخذوا نهج الانتظار مع المراقبة، إلا أنه حديثا دعم بحث منشور النظر في التدخل الطبي في علاج مريء باريت. الجذ بواسطة الترددات اللاسلكية المعتمدة على البالون; اخترعها جانز وستيرن و سيليكسون عام 1999م, هو نمط علاجي جديد لعلاج مريء باريت وخلل التنسج، وهو موضوع العديد من التجارب السريرية المنشورة. برهنت النتائج أن الجذ بواسطة الترددات اللاسلكية لديها فعالية بمقدار 90% أو أكثر بصدد استكمال إزالة مريء باريت وخلل التنسج مع قوة تحمل تصل إلى 5 سنوات ومواتية الأمان.
لم يثبت أن مثبطات مضخة البروتون تمنع سرطان المريء. بستخدم العلاج بالليزر في خلل التنسج الشديد بينما الورم الخبيث الصريح من الممكن أن يحتاج جراحة أو العلاج الإشعاعي والعلاج الكيميائي النظامي. بالإضافة إلى ذلك في الآونة الأخيرة أظهرت تجربة عشوائية السيطرة للخمس سنوات الحالية أن العلاج الضوئي باستخدام الفوتوفيرن هي أكثر فعالية إحصائيا في القضاء على أماكن نمو الخلل التنسجي من استخدام مثبط مضخة البروتون وحده. لا يوجد في الوقت الحالي أي طريقة معتمدة لتحديد المريض الذي يعاني من مريء باريت الذي ستتطور حالته إلى سرطان المريء، بالرغم من دراسة حالية وجدت الكشف عن ثلاث تشوهات وراثية مختلفة ارتبطت بمقدار 79% بفرصة التحول إلى سرطان خلال 6 سنوات.
قد يتم الاستئصال المخاطي بالمنظار أيضا كتقنية علاجية. بالإضافة إلى ذلك من الممكن أن تقلل عملية تعرف باسم تثنية قاع نيسن من ارتداد الحمض من المعدة إلى المريء.
في مجموعة متنوعة من الدراسات على الأدوية المضادة للالتهابات الغير استيرويدية( NSAID) مثل الأسبرين، أظهرت أدلة على الوقاية من سرطان المريء في مرضى مريء باريت. مع ذلك ولا واحدة من هذه الدراسات كانت بنمط التجربة منضبطة معشاة والتي تعتبر المعيار الذهبي في تقييم التدخل الطبي. بالإضافة إلى ذلك فإن أفضل جرعة من المسكنات للوقاية من السرطان غبر معروفة حتى الآن.

## توقعات سير المرض
مريء باريت هي حالة ما قبل السرطان لدى مضاعفاته الخبيثة مثل الأدينوكارسينوما للوصلة المعدية المريئية معدل وفاة أكثر من 85%. قٌدّر خطر التطور إلى سرطان المريء في الأشخاص الذين يعانون من مريء باريت 6-7 شخص لكل 1000 شخص سنويا. مع ذلك فإن دراسة جماعية ل 11028 شخص من الدنمارك نشرت عام 2011م أظهرت أن معدل حدوث السرطان هو 1,2 شخص لكل 1000 شخص سنويا( 5,1 شخص لكل 1000 شخص من المرضى الذين يعانون من خلل التنسج و 1 شخص لكل 1000 شخص سنويا للذين لا يعانون من خلل التنسج). الخطر النسبي لسرطان الغدة المريئي تقريبا 10 في الذين يعانون من مريء باريت مقارنة بعامة السكان. معظم المرضى الذين يعانون من سرطان المريء يعيشون أقل من سنة.

## الوبائيات
معدل الحدوث في الولايات المتحدة الأمريكية في الرجال القوقازيين يفوق بثماني مرات معدل الحدوث عند النساء القوقازيات، وبخمسة مرات المعدل لدى الرجال الأمريكيين الأفارقة. بشكل إجمالي نسبة المرضى الرجال إلى النساء المصابين بمريء باريت هي 10: 1. قدّرت الكثير من الدراسات أن انتشار مريء باريت في عامة السكان يكون من 1,3% إلى 1,6% في سكان دولتين اوروبيتين ( إيطاليا  و السويد) و 3,6% في عدد السكان الكوريين.

## التاريخ
باريت أول من وصف الحؤول العمودي عام 1950م. تم وصف الارتباط مع الارتداد المعدي المريئي في عام 1953م. تم وصف الارتباط مع السرطان الغددي في عام 1975م.